# Сигізмунд I Старий
Сигізмунд I Старий (1 січня 1467 — 1 квітня 1548) — король польський і великий князь литовський, пан і дідич Русі з династії Ягеллонів (з 1496 року), переможець Тевтонського ордену (1519—1521).

## Титул

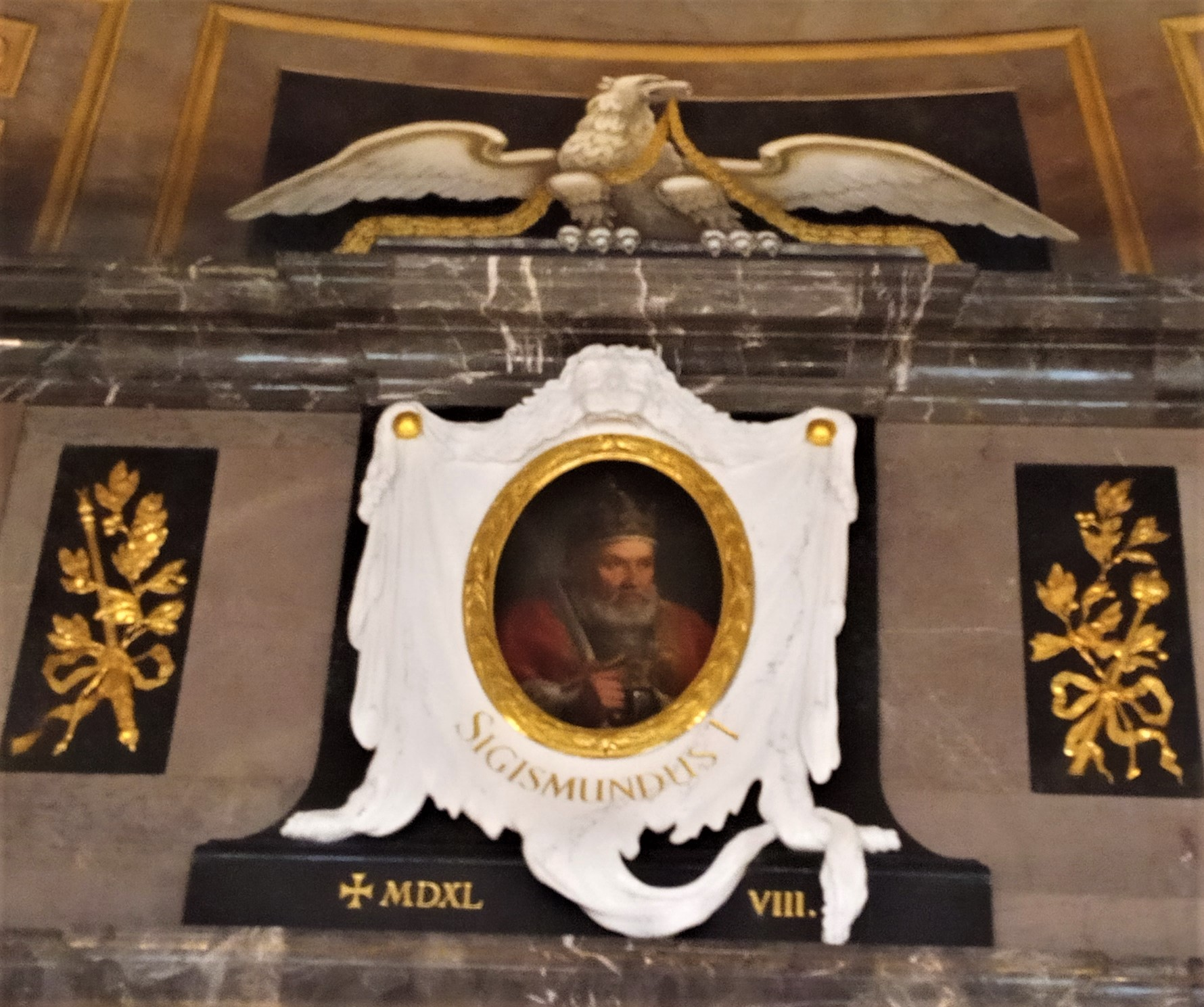
Медальйон із зображенням монарха. Королівський палац у Варшаві

Повний титул: польською — Z Bożej łaski król Polski, ziemi krakowskiej, sandomierskiej, łęczyckiej, sieradzkiej, Kujaw, wielki książę Litwy, pan i dziedzic Rusi, Prus, Chelmna, Elbląga i Pomorza, książę mazowiecki.
Українською: З Божої ласки король Польщі, а також землі Краківської, Сандомирії, Лехії, Сирадії, Куявії, великий князь Литви, пан і дідич Русі, Пруссії, земель Хелмна, Ельблонга, Помор'я, князь Мазовецький.

## Коротка біографія
Син Казимира IV Ягеллончика та Єлизавети (Ельжбети) Ракушанки — доньки короля Німеччини та Угорщини Альбрехта II Габсбурга. У 1507—1537 роках (з перервами) вів війну проти Московської держави. Східна експансія за правління Сигізмунда I Старого призвела до послаблення позицій та приєднання до Московського князівства північно-східних українських земель — Чернігово-Сіверщини. У 1508 році уряд Сигізмунда I Старого придушив повстання Михайла Глинського.
1511 року ввів посаду спеціального гетьмана для охорони Південної Русі (українських земель) від татарських набігів; її назва — «Capitaneus stipendiariorum Russiae».
В 1519—1521 роках вів боротьбу проти Тевтонського ордену. За Сигізмунда I Старого відбулося приєднання Мазовії до Польщі. Спроби Сигізмунда I Старого зміцнити королівську владу з допомогою воєнних і фінансових реформ не мали успіху. За його правління зроблено перші спроби створення реєстрового козацтва. Довге правління Сигізмунда І Старого називали «золотим віком» польської Корони.

## Грошова реформа
15 жовтня 1526 року в Польщі започаткував грошову реформу, основним завданням якої були стабілізація власної монетної системи і об'єднання з литовською. 16 лютого 1528 року розпочали карбувати нову обігову монету — червоний злотий, потім — злоті подвійні (дводукати). Було започатковано біметалізм. Перший король, при якому Польща почала карбування золотих монет.

## Прусське питання

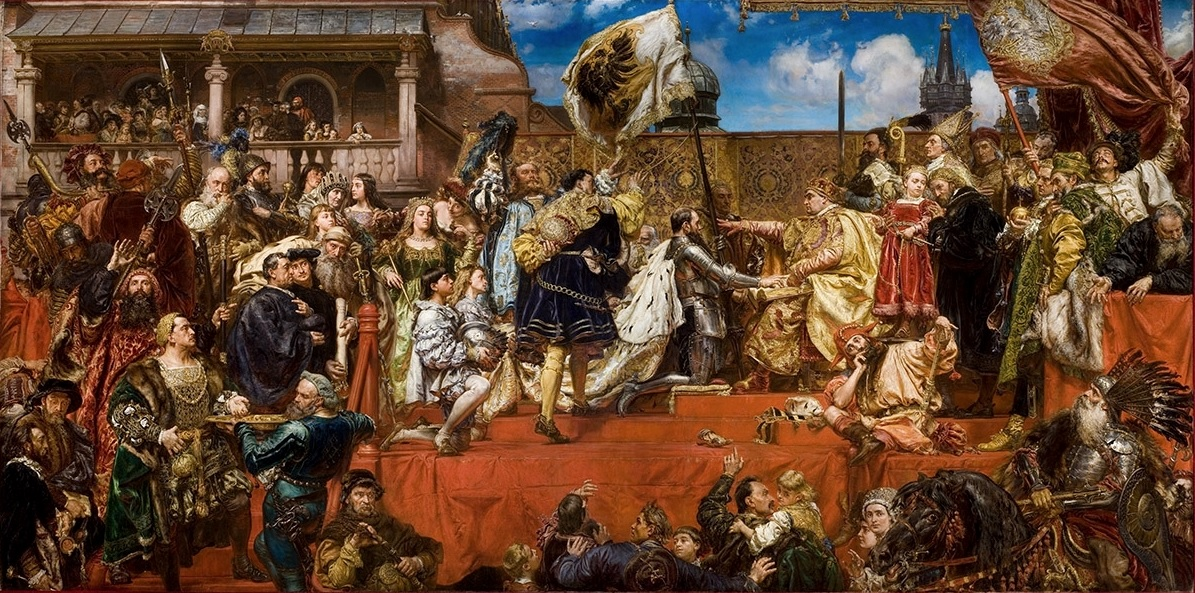
Складення обітниць Альбрехтом Гогенцоллерном. Худ. Ян Матейко

Завдяки перемозі у війні з Тевтонським орденом (1519—1521), згідно з мирною угодою, у Пруссії постала світська держава. Сигізмунд І у Кракові прийняв васальні обітниці князя Альбрехта Гогенцоллерна. Згідно з угодою після вигасання чоловічої лінії спадкоємців князя Альбрехта Корона отримувала право анексії Пруссії. У січні 1525 р. в Гданську вибухнуло повстання проти юрисдикції польського кліру в місті, 17 квітня 1526 року придушене військом Сигізмунда І, який стяв голови керівникам повстання.

## Московські війни
- Литовсько-московська війна 1507—1508 років

Після смерті князя Івана ІІІ Сигізмунд І атакував московське князівство разом з ханом Менглі Гереєм. Війна завершилась укладенням вічного миру, що зафіксував «status quo ante».
- Війна 1512—1522 років.

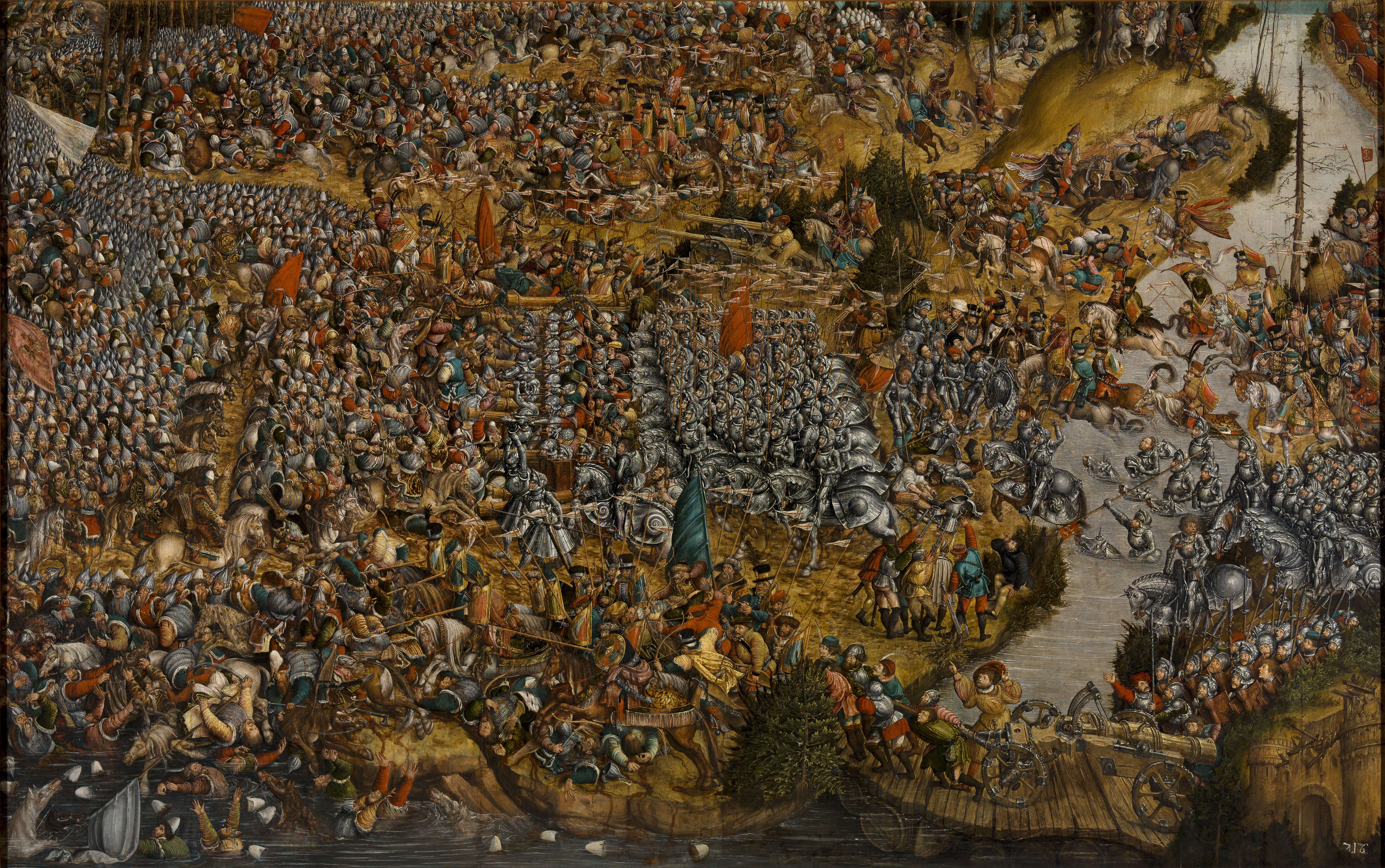
Битва під Оршею

Чамбули татар атакували Московське князівство, дійшовши до Рязані. При поверненні в Києві віддали литвинам 1/3 здобичі, що стало причиною війни. Князь Василь ІІІ облягав Полоцьк, Вітебськ, Оршу, Мінськ, Борисов, Друцьк, Смоленськ, який 1514 року здався. 8 вересня 1514 року московське військо зазнало розгрому у битві під Оршею, що не допомогло відбити Смоленськ. Король уклав союз 1515 року з ханом Мегмедом І Гіреєм, який здійснив похід на Москву. Московське військо невдало облягало 1518 року Полоцьк, а після укладення союзу з татарами польсько-литовське військо 1519 року було розбите під Сокалем. Після поновлення союзу з ханами 1520 польсько-татарське військо атакувало Москву, звідки втік великий князь. За 5-річним перемир'ям 1522 року зберігся кордон з миру 1508 року, але Смоленськ залишився у руках московського князя.
- Війна 1534—1537 років.

Після смерті Василя ІІІ залишився 3-річний син Іван IV. Цим вирішило скористатись литовське військо, безуспішно атакуючи Сіверську землю. У відповідь військо Москви спустошило землі до Вільна. Наймане військо від командуванням Яна Тарновського 1534 року знову зайняло Сіверщину, але неоплачене військо повернулося назад і до 1536 року московське князівство повернуло всі міста крім Гомеля. За мирним договором 1537 року Литва отримала Гомель, а Москва — Себеж у Псковській землі.

## Молдавські війни
- Війна 1509—1510 років.

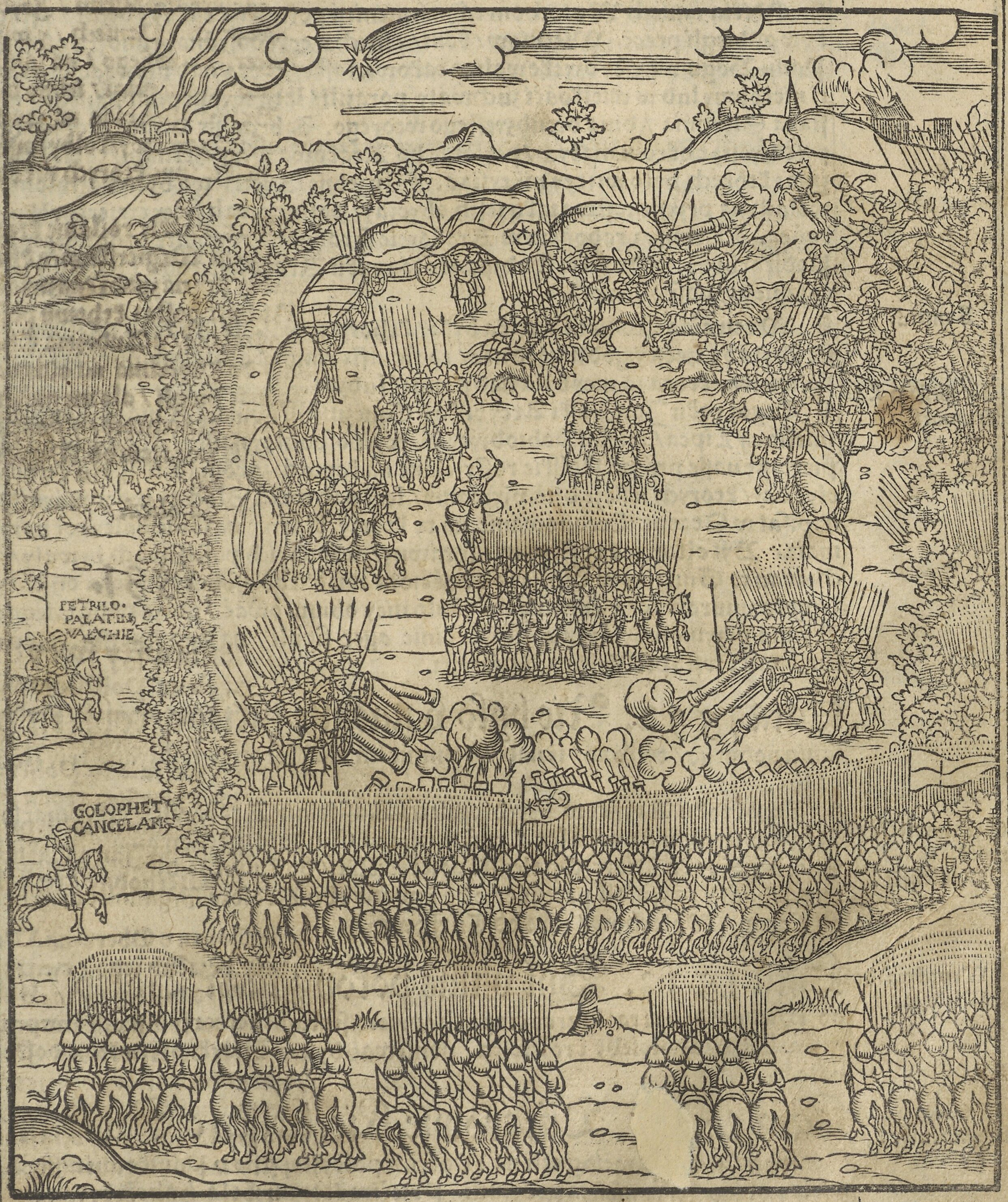
Битва під Обертином на сторінках хроніки

Через образу на короля Польщі господар Молдавії Богдан ІІІ Сліпий напав на Поділля, Руське воєводство, облягаючи Кам'янець, Львів, а польське військо у відповідь атакувало Молдавію, спалило Чернівці. Битва біля Хотина не виявила переможця. Згідно з мирною угодою 1510 року анулювались заручини господаря з Єлизаветою Ягайлівною, питання приналежності Покуття віддавалось на суд короля Владислава Угорського.
- Війна 1530—1531

Зі згоди султана Сулеймана I Пишного і відповідно до домовленості з московським князем Василем III господар Петро IV Рареш 1530 року зайняв Покуття. Сигізмунду І вдалось 1531 року замиритись з султаном і у битві під Обертином гетьман Ян Тарновський розбив військо господаря, але не мав права його переслідувати на теренах Молдавії — ленних володіннях султана. У Константинополі 1533 року був підписаний мир терміном до смерті султана і короля, за яким Сигізмунд І зрікся права сюзерена для Молдавії і Волощини.
- Війна 1535—1538 років.

Гетьман Ян Тарновський згодився зняти облогу Хотина в обмін від зречення господаря від прав на Покуття.

## Відносини з Габсбургами

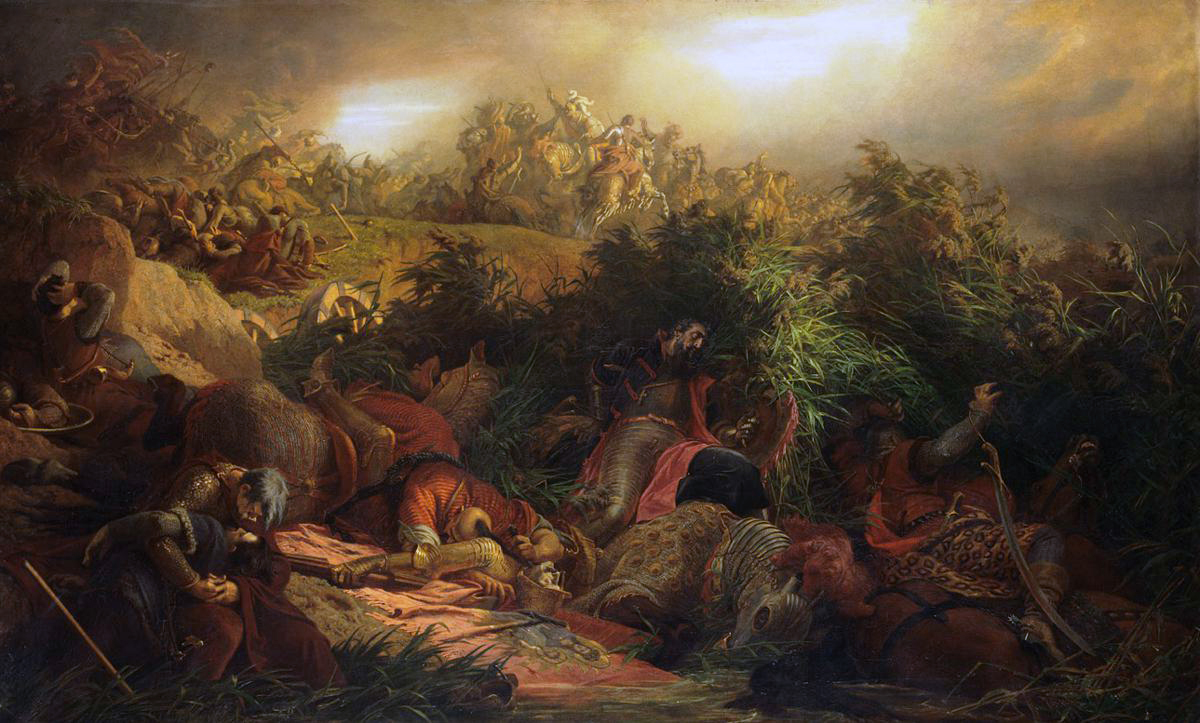
Битва під Могачем

Прусський князь Альбрехт Гогенцоллерн задля зменшення залежності від Корони намагався укласти союз з німецьким імператором Максиміліаном І Габсбургом і великим московським князем. Загрозу зі сторони імператора відчував і король Чехії і Угорщини Людовик ІІ Ягайлович. Тому 1515 р. відбулось укладення Віденської угоди, за якою імператор брав зобов'язання не підтримувати Пруссію і Москву у війнах проти Корони в обмін на успадкування тронів Чехії і Угорщини при згасанні лінії спадкоємців Людовика ІІ, з двома доньками мали одружитись два сини імператора. Оскільки вже 1526 Людовик ІІ загинув у битві під Могачем, то два трони перейшли до Габсбургів.

## Зародження козацтва
За Сигізмунда І відбулось становлення українського козацтва для оборони краю від регулярних нападів татар. Першим гетьманом козаків називають Предслава Лянцкоронського, який побував у Франції, Італії, Німеччині, Угорщині, у Палестині став Кавалером Гробу Господнього. За послуги у війні з Пруссією король дозволив йому 1512 викупити староство у Хмільнику, де він займався захистом Поділля від татар, організовуючи з козаками напади на поселення татар. Разом з козаками ходив під Аккерман (1516), Очаків (1528). Іншим організатором загонів козаків був Остафій Дашкевич — староста канівський і черкаський. Він був одним з перших гетьманів, яких озброїв козаків вогнепальною зброєю, 1523 вперше напав на Очаків, куди привів 1528 разом з Лянцкоронським 1200 козаків. Разом з князем Константином Острозьким 1527 розбив татар у битві під Ольшаницею. На Сеймі 1533 запропонував закласти на Поділлі систему фортець для захисту від татар. Третім відомим оборонцем України від татар був німець Бернард Претвич — ротмістр оборони поточної, староста барський і теребовельський. Був придворним Сигізмунда І, беручи участь у молдовських війнах короля. Королева Бона 1540 р. поставила його старостою у власному місті Барі, звідки він організовував походи проти татар до Криму та Очакова (1536, 1549, 1552). Розробив свою систему оборони задля швидкої організації відсічі, використовуючи загони козаків, обсадив численні замки гарнізонами. За легендою, татари лякали ним своїх дітей, а у Короні його називали Муром Польщі, Острахом татар (Terror Tartarorum). Збереглось тогочасне прислів'я — За пана Претвича вільний від татар кордон.

## Внутрішня політика

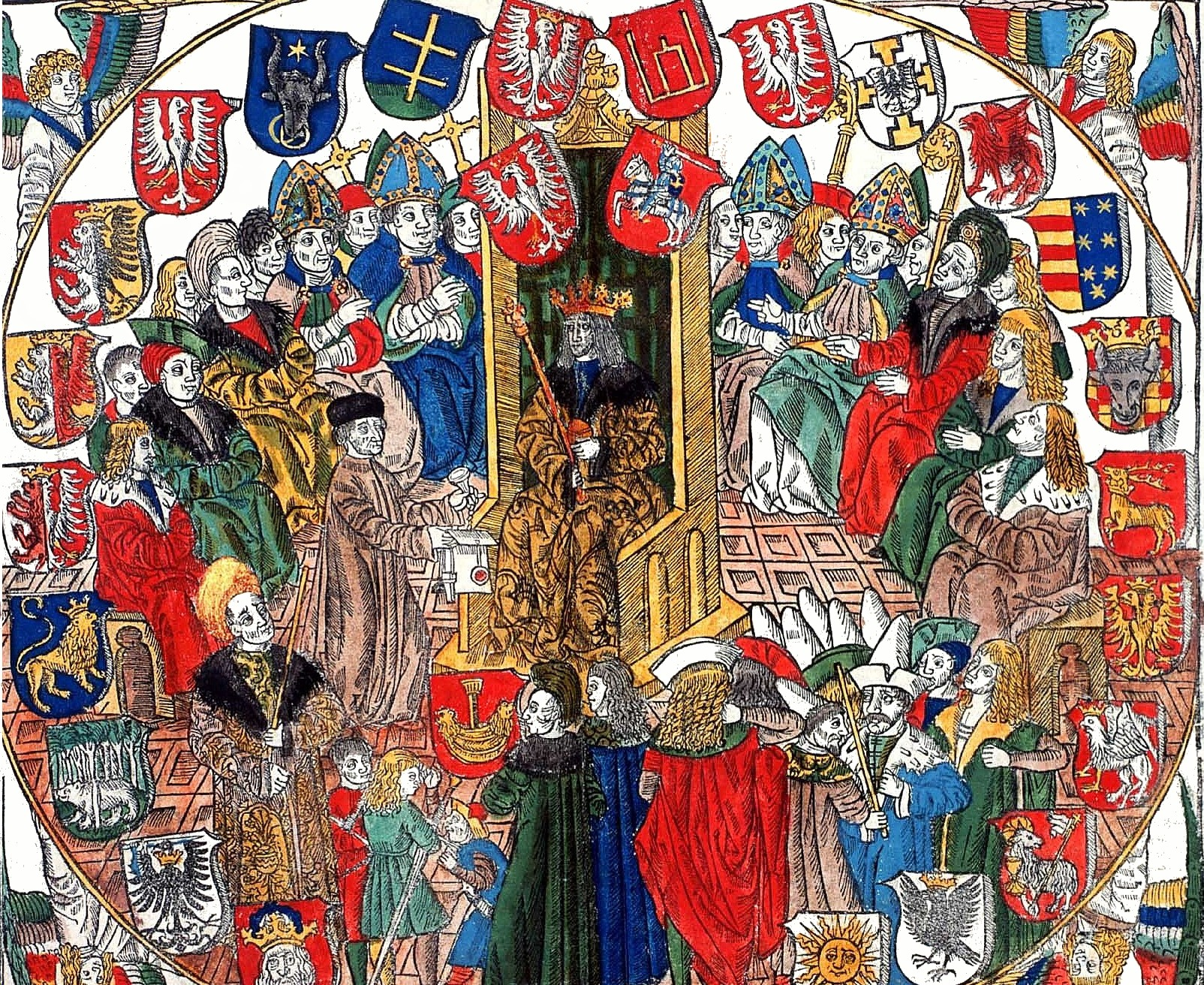
Король в Сенаті

Сигізмунд І під впливом дружини Бони Сфорци намагався посилити владу монарха, зменшити значення шляхетського Сейму, опираючись на поради королівської Ради магнатів — сенаторів. Він відділив загальні податки від королівських, дбав про розвиток королівських міст, повернув неправедно набуті королівські маєтності, а королева Бона використовувала кошти для збільшення маєтностей, викуповуючи заставлені маєтки Королівщини. Також намагався впорядкувати прибутки з копалень солі. Після згасання лінії князів Мазовії 1526 року утворив воєводства Мазовське і Белзьке. Його проект уніфікації судового кодексу 1532 року відкинув Сейм 1540 року.
Королева Бона вмовила його для створення спадкової монархії коронувати 1529 року за життя сина Сигізмунда Августа на молодшого короля. Це обурило шляхту, яка виступала за виборність короля, впливів сенаторів, королеви Бони і викупу нею маєтків, призначення на посади осіб з інших земель, оминаючи ценз осідлості. Зрештою зібране 1537 року під Львовом посполите рушення шляхти підняло кокош, званий «кокошою війною», оскільки вони з'їли всіх курей в околицях. Зрештою Сигізмунд І упокорився у Низькому замку Львова перед шляхтою, що призвело до послаблення королівської влади і посилення анархічної ролі Сеймів.

## Руське воєводство, Львів

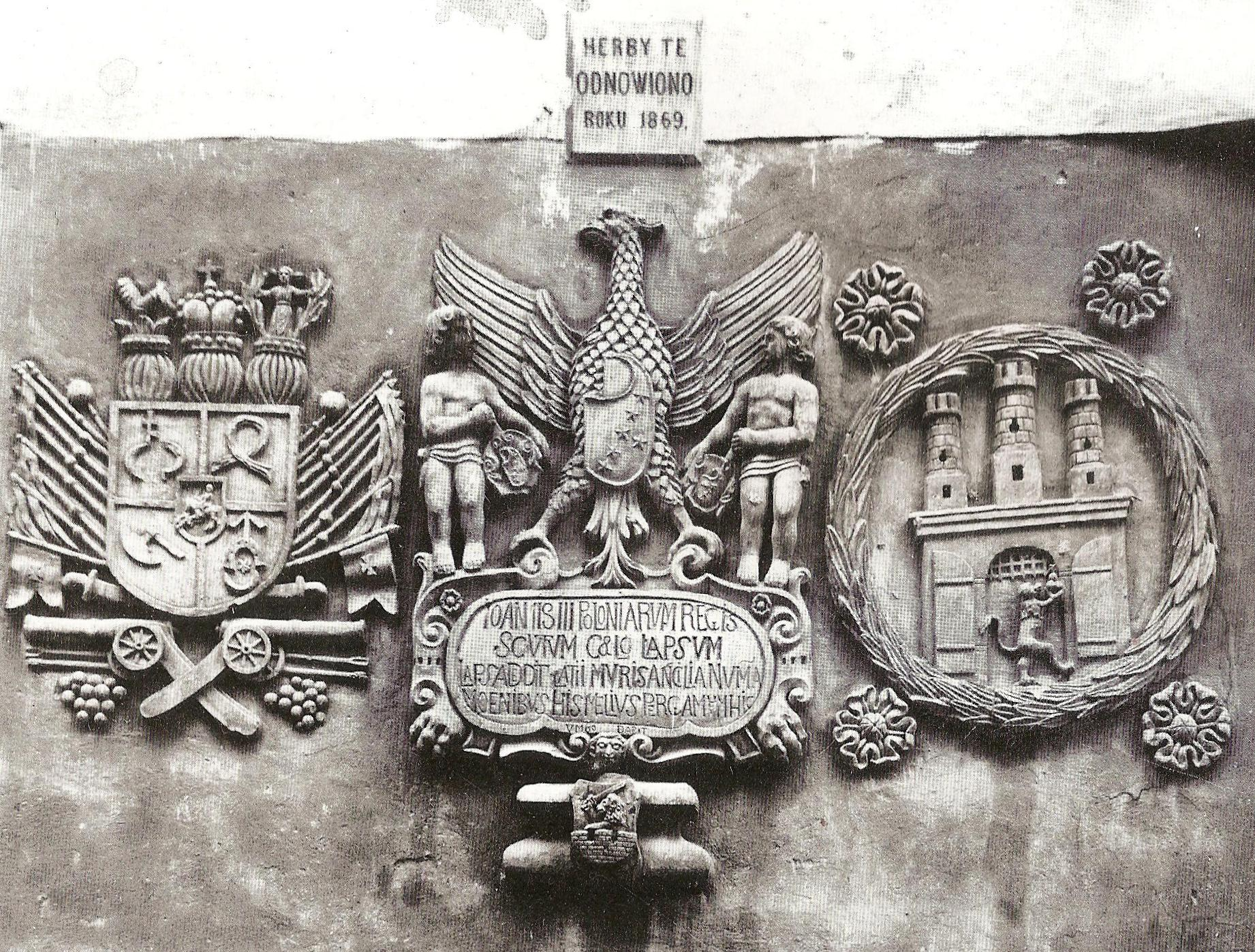
Герби з фортифікацій Львова

За правління Сигізмунда І з реконструкції палацу на Вавелі розпочалось поширення ренесансного стилю у будівництві. Після руйнівної пожежі 1527 року Львів відродився як ренесансне місто завдяки наданим королем привілеям, звільненню міщан на 20 років від сплати податків. Львів отримав модерну третю лінію оборони завдяки наданню Сигізмундом І коштів з податків. Зокрема з власних коштів короля і королеви Бони профінансували будівництво бастей Королівської і Зміїної. Король надав місту декілька привілеїв на торгівлю, збори податків, розширив права купців, що сприяло росту заможності міщан, міста, зокрема іноземні купці були віддані під юрисдикцію магістрату. Також він затвердив правила вибору бургомістра, радців, право шинкування горілкою, підтвердив монополії міста на постригальню сукна, міську вагу. Сигізмунд І затвердив у 1526 році давній герб міста і дозволив використовувати печатки з червоного воску. Львівському братству вдалось за підтримки короля відновити 1539 року кафедру львівського православного єпископа, підпорядкованого київським митрополитам, затвердити владикою Макарія Тучапського, звільнивши його від опіки католицьких архієпископів Львова. Завдяки цьому Львів став єдиним містом — резиденцією трьох єпископів.

## Родина
Дружина — Барбара Запольська (1496—1515)
Діти:
1. Ядвіга (1513—1573) — дружина курфюрста бранденбурзького Йоахима ІІ Гектора Гогенцоллерна
2. Ганна (1515—1520)

Дружина — Бона Сфорца (1494—1557)
Діти:
- Ізабела (1519—1559) — дружина короля Угорщини Януша Запольї
- Сигізмунд (1520—1572) — король Польщі, великий князь Литви
- Софія (1522—1575) — дружина герцога Бруншвейгського Генріха ІІ Молодшого Вельфа
- Анна (1523—1596) — королева Польщі, велика княгиня Литви, наречена Генріха ІІІ Валуа (1574), дружина Стефана Баторія (1576—1586)
- Катерина (1526—1583) — дружина короля Швеції Юхана ІІІ Ваза
- Альбрехт (20 вересня 1527) — помер при народженні

Коханка — Катерина Охштат Тельніч
Діти:
- Іоанн (1499—1538) — єпископ віленський і познанський
- Регіна (1500/01-1526) — дружина королівського секретаря, старости Ієронима Шафраньця з Піскової Скали
- Катерина (1503—1548) — дружина Юрія ІІ, графа Монтфор
- Беата (1515—1576) — дружина князя Іллі Острозького

## Галерея (портрети дітей від Бони Сфорца)

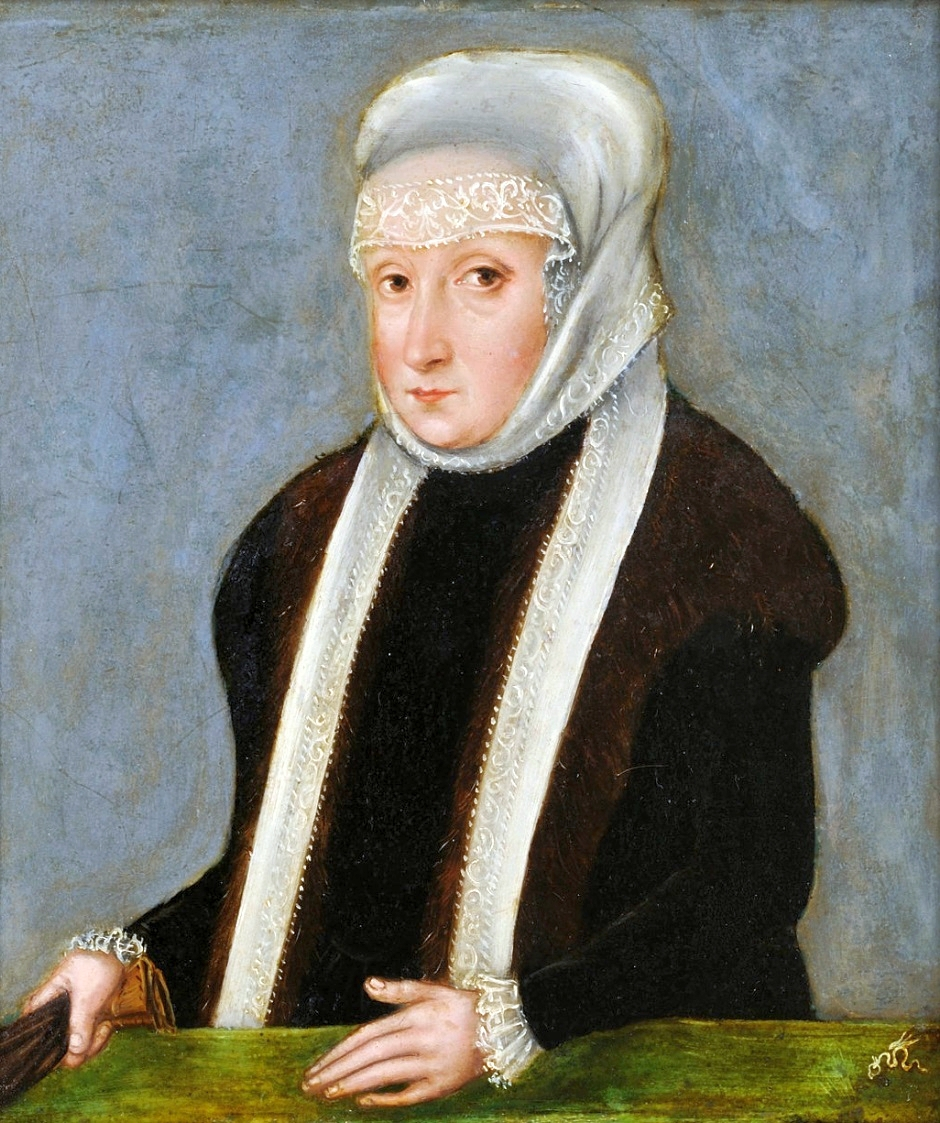
Ізабелла
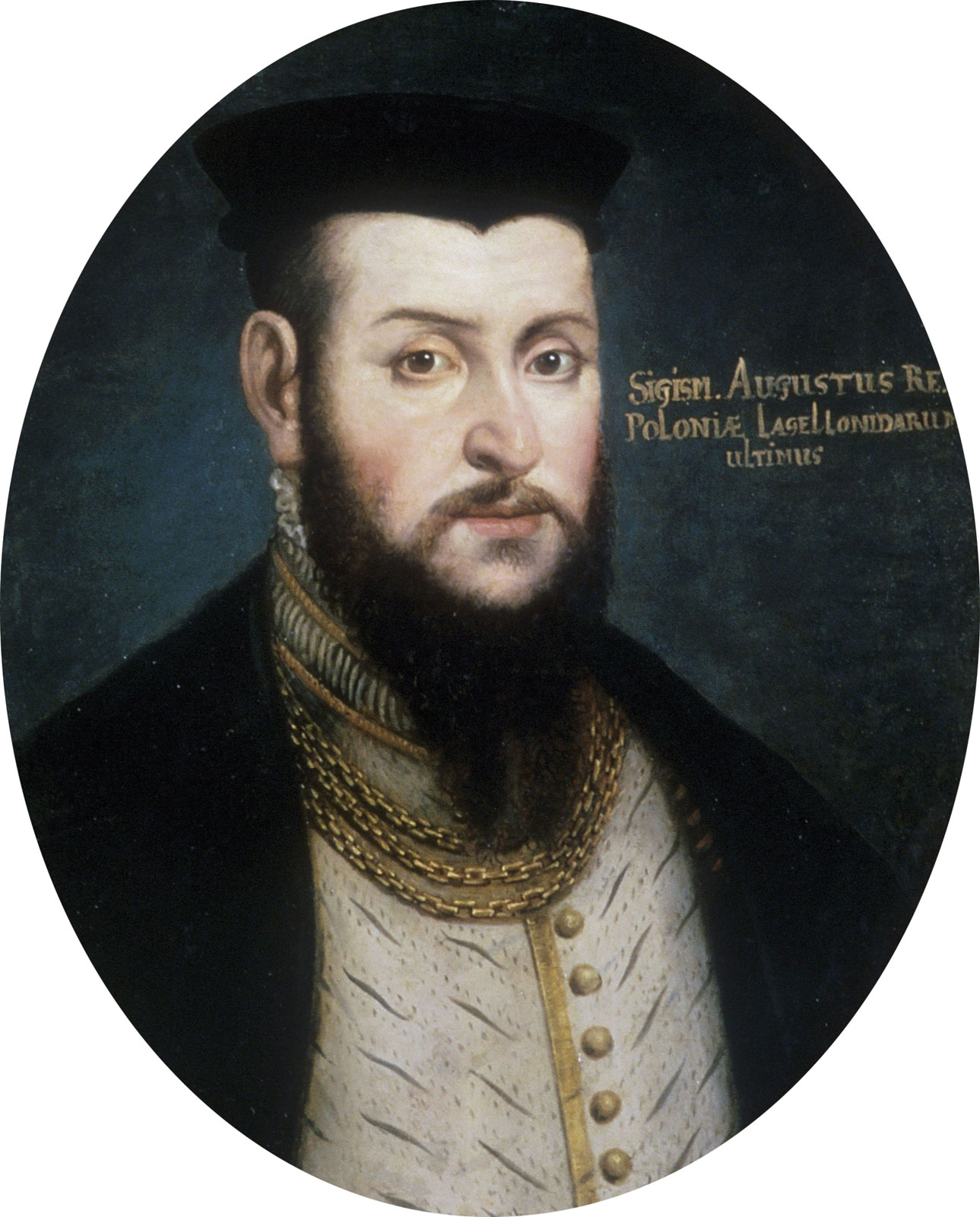
Сигізмунд
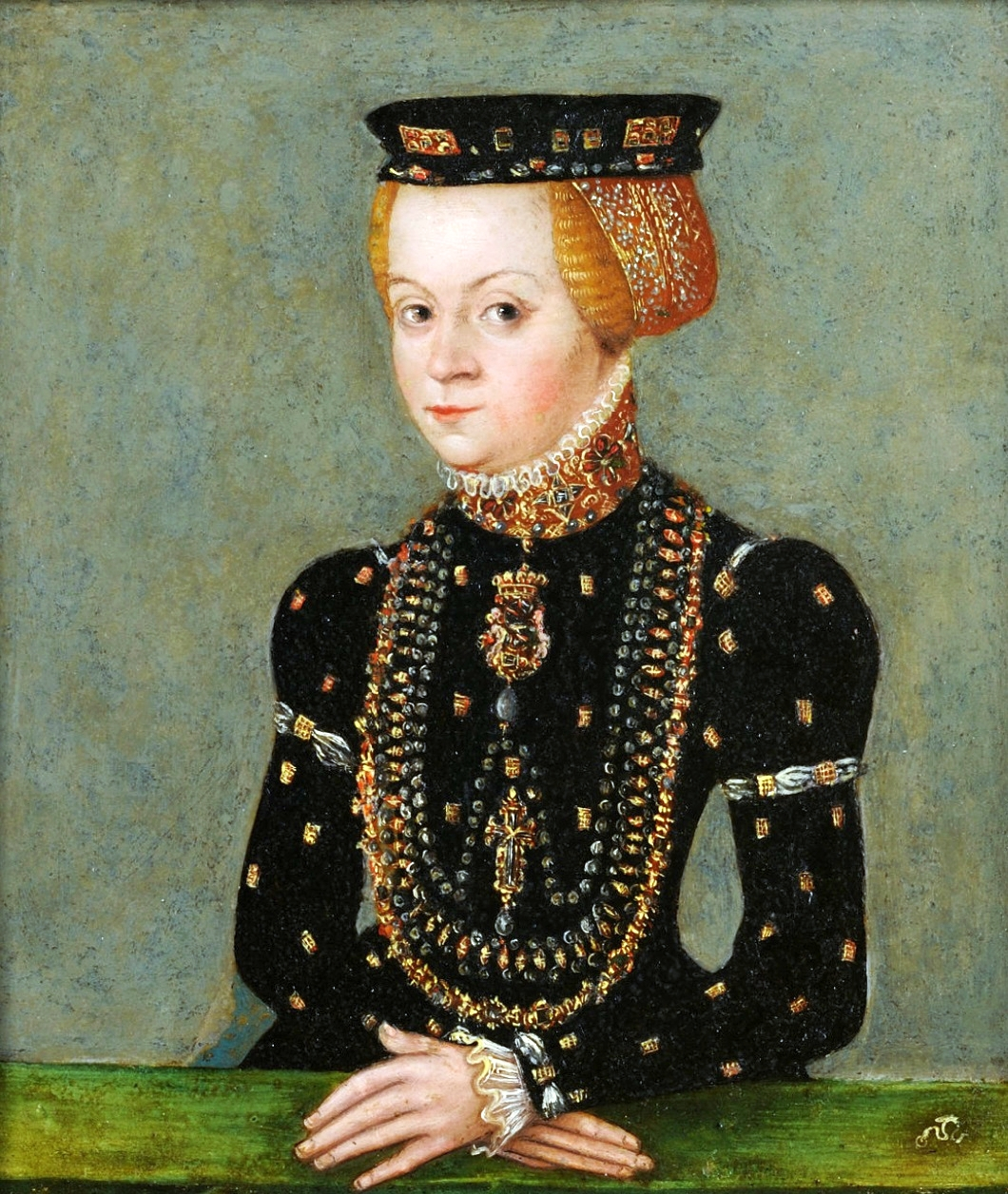
Софія
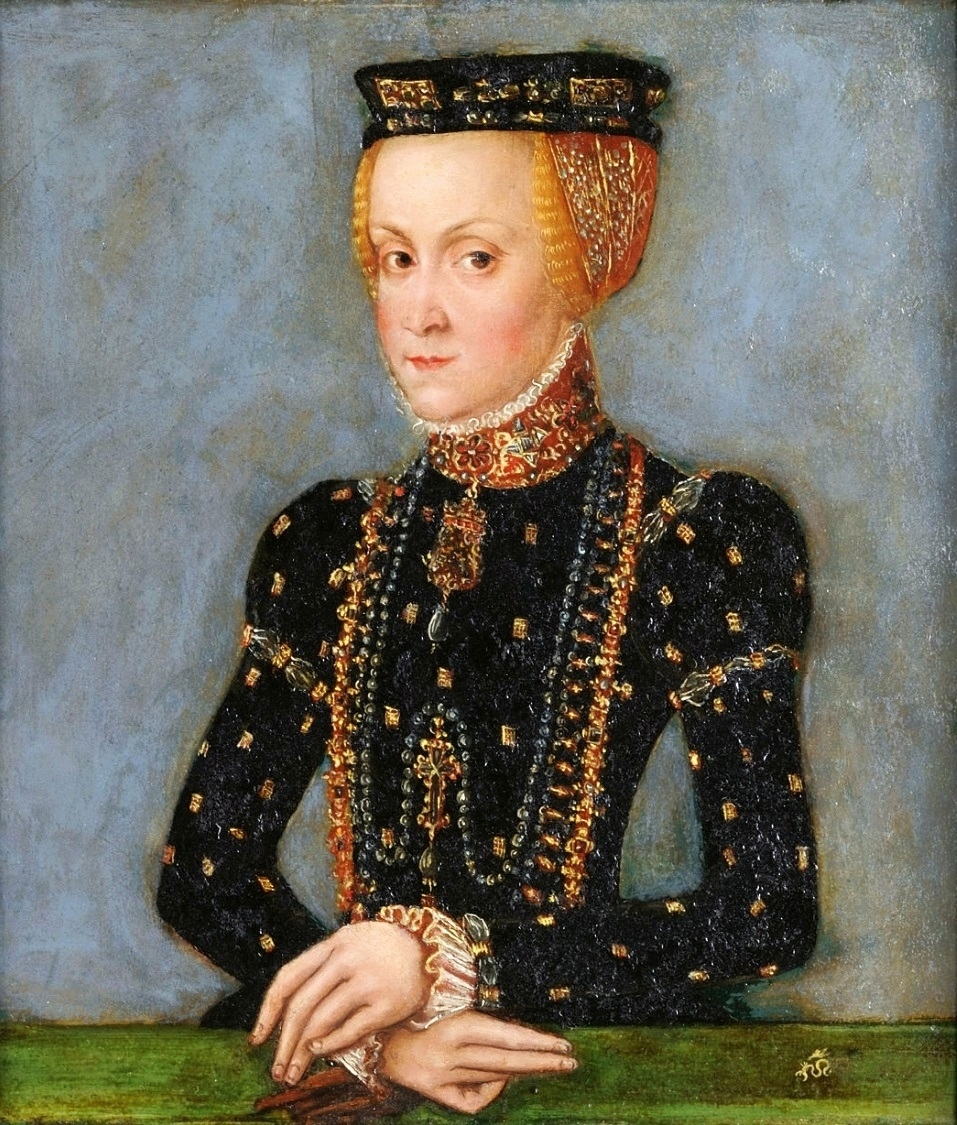
Анна
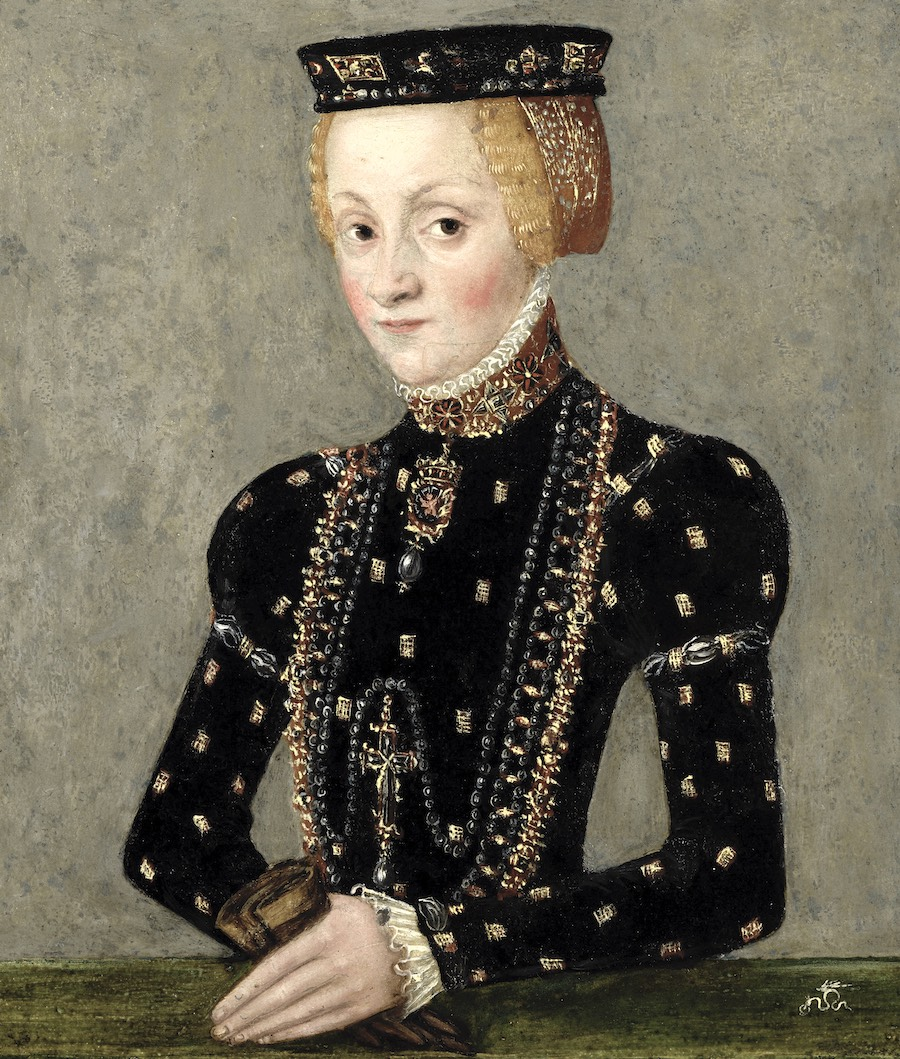
Катерина
Альбрехт